# Бюлертанн
Бюлертанн (нім. Bühlertann) — громада в Німеччині, знаходиться в землі Баден-Вюртемберг. Підпорядковується адміністративному округу Штутгарт. Входить до складу району Швебіш-Галль.
Площа — 23,59 км2. Населення становить 3068 ос. (станом на 31 грудня 2020).